# Deprisa, deprisa
Deprisa, deprisa es una película española dirigida por Carlos Saura en 1981. Cuenta la historia de una banda de delincuentes juveniles, cuatro amigos del extrarradio madrileño de la transición, cuya falta de expectativas es suplida por el dinero fácil y las drogas. La película ganó el Oso de oro a la mejor película en 1981 en el Festival Internacional de Cine de Berlín.

## Sinopsis
La película narra la historia de cuatro amigos, especialmente la de la pareja formada por Ángela y Pablo, la mayoría de ellos provenientes de un ambiente marginal y que encuentran una salida fácil en los robos a mano armada. Robos que poco a poco se van convirtiendo en golpes más grandes y arriesgados.
Entretanto, los cuatro llevan una vida apática donde únicamente se dedican a ver pasar el tiempo, disfrutar de su compañía y utilizar las drogas como vía de escape. Un reflejo claro del impacto y generalización del uso de la heroína en la España de finales de los años 1970 y principios de los años 1980.

## Reparto
El reparto de la película estuvo formado por actores no profesionales del área de Villaverde situada al sur de Madrid. Dos miembros del elenco principal fueron arrestados por distintos hechos delictivos durante el rodaje.
- Berta Socuéllamos Zarco (Ángela)
- José Antonio Valdelomar (Pablo) cobró 300 000 pesetas por protagonizar la película.
- Jesús Arias Aranzueque (Meca)
- José María Hervás Roldán (Sebas)
- María del Mar Serrano (María)
- Consuelo Pascual (abuela de Pablo)
- Lucio Fernández Felipe (Julio)

## Producción
Con esta película Carlos Saura análoga de la época franquista que había mostrado en su película Los golfos mostrando el cambio sociopolítico y económico producido entre los veinte años que separan a ambas películas en donde los maletillas de antes son drogadictos y gente a la deriva.

En el caso de Deprisa, deprisa, hacía tiempo que quería hacer un documental reconstruido sobre esa clase de juventud, estos delincuentes (gente tan normal como nosotros mismos), que son un problema que nos concierne a todos. Y es así porque fue recogiendo un vasto material periodístico hasta que, de golpe, que tenía a mano un tema válido para un film; un film que he ido construyendo gradualmente.
Carlos Saura, director y guionista de la película

Deprisa, deprisa contó con un presupuesto de 36 millones de pesetas (216 000 euros) y su rodaje duró 9 semanas.

## Análisis
Deprisa, Deprisa es un crudo y triste retrato de una generación en una encrucijada existencial, que luchan para encontrar un camino en un ambiente de transformación y revolución social, el de la España recién salida de 40 años de dictadura y su paso hacia la democracia. Esta es la dicotomía que se refleja en la imagen recurrente de los trenes que atraviesan el horizonte —una visión perenne del suburbio de vivienda pública de extrarradio, donde Pablo y Ángela viven— una bifurcación visual que ilustra, no sólo su marginalidad socioeconómica, sino también pone en evidencia su fisura moral irreparable.
La película captura el desarraigo de un retraso en el crecimiento moral, generación perdida que ha alcanzado la mayoría de edad en un momento de profundas transformaciones políticas y culturales. La imprudencia y la búsqueda de emoción de los jóvenes antihéroes de Carlos Saura en Deprisa, Deprisa refleja cicatrices de una vida vivida en la periferia, paradójicamente aislada de la tiranía institucional y el sentido del orden heredado del franquismo y sistemáticamente despreciado por su asociación a la dictadura.
Carlos Saura describió la película como una historia romántica, en el sentido histórico de la palabra, como lo expresa la perspectiva del siglo XIX, que expresaba rebeldía ante la sociedad y sus reglas. En la película, los cuatro protagonistas se rebelan contra un sistema que rechazan y por el que también han sido rechazados.

## Recepción
Deprisa, deprisa fue un éxito de crítica y público, ganó el Oso de Oro de Berlín en 1981. La película tuvo excelentes críticas en Madrid y fue el mayor éxito del productor Elías Querejeta durante sus quince años de colaboración con Carlos Saura. Sin embargo, hubo algunos críticos que juzgaron el film como uno de los peores de la extensa filmografía de Carlos Saura. La película también desencadenó una gran polémica por razones extracinematográficas. En Francia y Alemania Occidental se prohibió al considerar que glorifica la violencia y la cultura de las drogas. Posteriormente, sin embargo, fue admitida con clasificaciones restrictivas en ambos países. En España, el conservador diario ABC criticó la película por su realismo social y acusó a Saura de pagar a sus actores con drogas duras, cosa posteriormente confirmada por Enrique San Francisco en una entrevista para el diario El Comercio. Saura negó la acusación, diciendo que su reparto estaba formado por delincuentes reales, entre ellos Jesús Arias, alias el Susi, que empleaba sus permisos carcelarios para el rodaje y que tenía recursos de sobra para obtener las drogas que consumía de manera habitual, y José Antonio Valdelomar, un delincuente que cometía atracos con asiduidad.

## Localización de rodaje
La película se rodó en Madrid en diversos barrios de la capital, entre ellos La Guindalera (escena del atraco al banco) y la Villa de Vallecas. También se rodaron escenas en Getafe (Comunidad de Madrid), una de ellas en el cerro de los Ángeles y otra junto a parte del final de la película en la yesería Yesos Horna próxima a Perales del Río, hoy un humedal referente en la zona (Lagunas de Horna).

## Premios
- Festival Internacional de Cine de Berlín: Ganadora del Oso de oro a la mejor película en 1981.[3]

## Versión restaurada en 4K
- En el marco de la Berlinale de 2024, el lunes 19 de febrero, se llevó a cabo el estreno mundial de la versión restaurada en 4K de la película.[9]